# Pavillon, 72 rue de Paris (Maisons-Laffitte)
Le pavillon du 72 rue de Paris, est une maison, protégée des monuments historiques, située à Maisons-Laffitte, dans le département français des Yvelines.

## Localisation
Le pavillon est situé au 72 rue de Paris, à Maisons-Laffitte.

## Historique
Le pavillon est inscrit au titre des monuments historiques en 1933.